# Gastralia

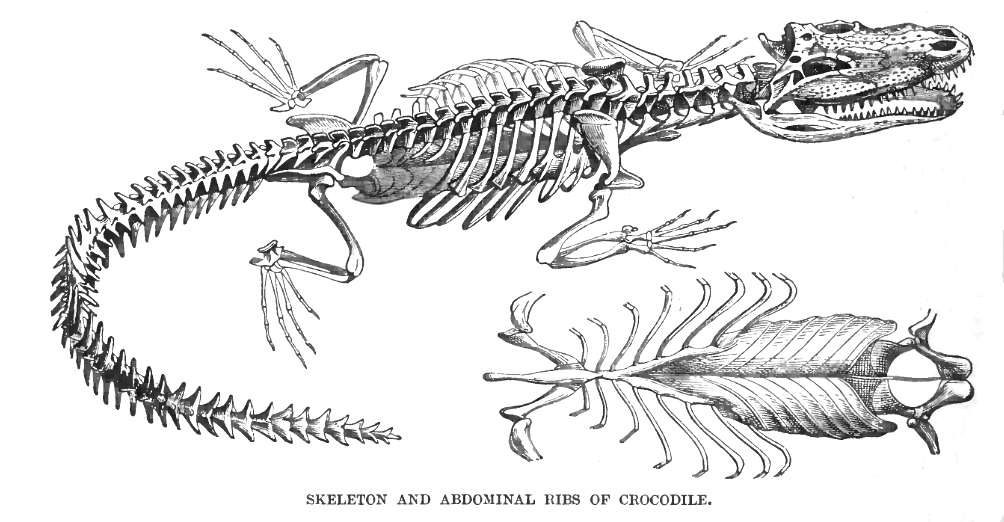
Los cocodrilos tienen costillas abdominales modificadas en gastralia

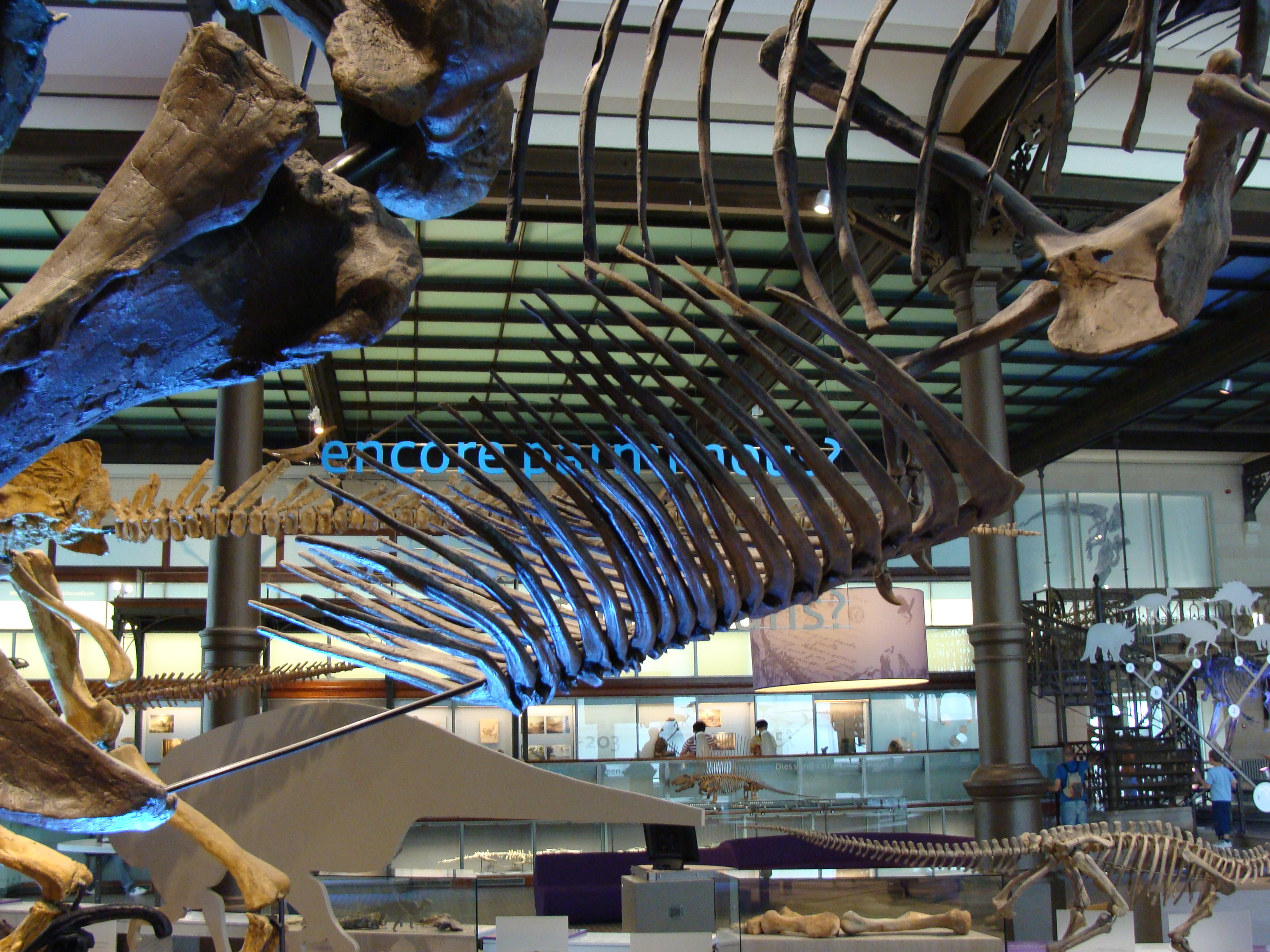
Gastralia de Tyrannosaurus

La gastralia es una estructura anatómica de origen dérmico (a modo de una serie de costillas abdominales) situada en la parte ventral de algunos vertebrados actuales (como algunos lagartos, cocodrilos y Sphenodon) y fósiles (como algunos anfibios fósiles). Su posición es posterior a la del esternón y anterior a la pelvis, y no se articula con las vértebras. Interviene en la fijación de la musculatura abdominal y en el sostén de las vísceras.
La estructura probablemente está relacionada con las escamas ventrales de los ripidistios y con las escamas dérmicas ventrales de los laberintodontos. En las tortugas actuales, parte del plastrón (la estructura que conforma la parte ventral del caparazón) probablemente posea una procedencia dérmica (posiblemente de la gastralia).